# Саси (царь Паттины)
Саси — царь неохеттского государства Паттина, взошедший на трон в 831 году до н. э. как ставленник Ассирии.
В 840 году до н. э. неохеттское государство Паттина подчинилось царю Ассирии Салманасару III. Позднее Салманасар III провозгласил царём Лубарну II. В 831 году до н. э. тот был свергнут и, видимо, убит — вероятно, антиассирийской группировкой, возведшей на престол некоего Сурри. Тогда Салманасар III незамедлительно направил для наведения порядка армию, возглавляемую военачальником Даян-Ашшуром. Как отметили авторы «Кембриджской истории древнего мира», Салманассар III считал несомненным необходимость наказать за неповиновение его власти. Поддержка Паттине от других государств оказана не была. По замечанию Ю. Б. Циркина, Сурри был казнён. Ш. Йамада считал, что Сурри был убит сторонниками Ассирии. По предположению же Т. Р. Брайса, Сурри, видимо, покончил самоубийством, и Даян-Ашшур не стал подвергать Паттину разграблению, а ограничился показательными казнями родственников и приверженцев Сурри и взиманием большой дани. Новым царём стал Саси из Куруссы. Так как на его отношение к династии Паттины в исторических источниках не указывается, по всей видимости, он был чисто ассирийским ставленником, не имевшим отношения к предыдущим правителям. По мнению Ш. Йамады, Саси был руководителем проассирийской партии.
Следующим царём, о котором известно из источников, являлся живший в VIII веке до н. э. Тутамму. По всей видимости, не упоминавшаяся почти столетие в ассирийских хрониках Паттина оставалась покорной Ашшуру.